# Synagoga w Heilbronn-Sontheimie
Synagoga w Heilbronn-Sontheimie (niem. Synagoge in Heilbronn-Sontheim) – nieistniejąca synagoga znajdująca się w Heilbronn w Niemczech, w dzielnicy Sontheim.
Pierwszą synagogę ufundował Wolff ben Simchah Josef w 1672 r. Znajdowała się ona w domu Żyda Dawida.
W 1773 roku Simon ben Josef Wolf na pierwszym piętrze swojego domu przy Judengängle, drodze między Deinenbachstraße i Hauptstraße, założył nową synagogę. W 1827 roku została ona zburzona i na jej miejscu powstała nowa (działka Hauptstrasse 36 und 36/1). Obok w 1864 roku zbudowano mykwę (działka Hauptstrasse 39).
Dzień po nocy kryształowej, 10 listopada 1938 roku planowano ją podpalić, ale jeden z członków SA przekonał pozostałych, że może to grozić pożarem miasta. Wyniesiono i spalono jedynie wyposażenie.
Po zakończeniu wojny synagoga służyła gminie ortodoksyjnej do obchodów święta Sukkot. Z powodu groźby zawalenia została zburzona w 1986 roku. Trzy lata później w jej miejscu ustawiono kamień pamiątkowy.